# إدوارد إنجلش
إدوارد إنجلش (1864 في المملكة المتحدة - 5 سبتمبر 1966 في المملكة المتحدة) (بالإنجليزية: Edward English)‏ هو لاعب كريكت بريطاني (وحمل سابقاً جنسية المملكة المتحدة لبريطانيا العظمى وأيرلندا). لعب مع نادي مقاطعة هامبشاير للكريكت ‏.

## وصلات خارجية
- إدوارد إنجلش على موقع إي آس بي آن كريك إنفو (الإنجليزية)